# Eohyllisia allardi
Eohyllisia allardi là một loài bọ cánh cứng trong họ Cerambycidae.